# Crypt Records
Crypt Records is een vrij klein Amerikaans platenlabel dat sinds begin jaren zeventig primitieve garagerock, bluespunk en andersoortige 'underground' muziek uitbrengt. Volgens kenners zal het platenlabel op lange termijn zeer invloedrijk zijn voor de muziekwereld. 
Acts die begin 21e eeuw populair zijn geworden met hun rauwe geluid, zoals Jon Spencer Blues Explosion, The White Stripes en The Country Teasers zijn als onbekende band begonnen bij Crypt Records.
Enkele bands van het Crypt-label zijn de Oblivians, The Fireworks, The Bassholes, The Gories, New Bomb Turks en Teengenerate.